# 蓋爾斯堡鎮區 (伊利諾伊州諾克斯縣)
蓋爾斯堡鎮區（英語：Galesburg Township）是位於美國伊利諾伊州諾克斯縣的一個行政鎮區。

## 地方資料
根據2010年美國人口普查的數據，蓋爾斯堡鎮區的面積為55.50平方千米，當中陸地面積為55.47平方千米，而水域面積為0.03平方千米。當地共有人口345人，而人口密度為每平方千米6.22人。